# 堤城
堤城（つつみじょう）は、鳥取県東伯郡北栄町にあった日本の城。島（現・北条島）集落内に所在したと伝えられ、付近に「堤城」「城の内」などの地名が残る。

## 概要
山田氏歴代の居城と伝わる。大永年間、城主山田高直は山名氏に属していたが、同4年（1524年）、尼子経久による大永の五月崩れにより当城を追われた。永禄年間、高直の子、重直は、吉川氏の助けを得て当城を奪回した。後に山田重直は羽衣石城に居城する南条元続の配下となった。天正7年（1579年）、南条氏と毛利氏の不和を機に南条氏から離れたことにより、同年9月1日、南条元続率いる800騎に攻められ、重直、信直父子は鹿野城に落ちのびた。以後、当城は南条氏の支配となったが、慶長5年（1600年）の南条氏滅亡によりこの城もすたれたと伝わる。
城跡付近には、小祠をまつり、城主宗太郎之墓の碑が立てられている。また西側の山の頂部に所在する八幡神社は、承平年間に山田氏の祖とされる長田山城入道が京都石清水八幡宮の八幡を勧進して城の鎮守としたと伝えられる。また『伯耆民諺記』には、弘安6年（1283年）に山田氏の先祖紀氏の鋳造した紀年銘入りの鐘があると記すが、現在は残っていない。
また、一説に石碑にある「城主宗太郎」とは山田氏の後に城を管理した南条氏の家臣・越振氏の一族であるという。（参考・新修北条町史編纂委員会編『新修北条町史』北条町、2005年）